# Сливарово
Сливарово е село в Югоизточна България. То се намира в община Малко Търново, област Бургас. Селото е най-малкото в българска Странджа и е застрашено от заличаване.

## География
Село Сливарово е разположено в планината Странджа и в границите на Природен парк „Странджа“. Намира се на 16 km от общинския център Малко Търново и на 90 km от областния център Бургас. Разположено е на няколко километра северно от Резовска река и на 500 м. от границата с Турция.

## История
Селото е основано през 17 век от преселници от Малко Търново и първоначално се нарича Кладара (вероятно от странджанската дума „клада“ – дебело старо дърво, което реката носи по течението си. В някоя теснина то се запречва между двата бряга и служи за мост.
Население: 1 жител – най-малкото село в Странджа и в община Малко Търново, както и едно от най-малките в България.
Селото е било част от Хасекията, и затова, съгласно фермана на Мурад българите са били привилегировани през 14-15-16-17 и 18 век и са плащали само „баджа парасъ“ (димнина – привилегирована земя, освободена от данъци).
Селото е било чисто българско до руско-турските войни от 1829 и 1878 г., когато се загубва ферманът – Султанският ферман, даващ привилегии на населението от Хасекията, бива унищожен през 1845 г. при убийството на последния му пазител хаджи Стоян от с. Звездец.
За съществуващо на това място селище в древността свидетелстват тракийските могилни некрополи, следите от металургична дейност (рупи), останките на крепост от тракийски и късноантични времена, както и тракийското скално светилище в м. Ватралòва поляна, с изсечени в скалата каменни кръгове с диаметър 10 – 15 см. По всяка вероятност тук е почитан богът на слънцето Хелиос. В района на селото са отбелязани разработки на злато. В някои от тях са намерени стъклени чашки без столче, на дъното на които е имало следи от златоносен пясък.
На сегашното си място възниква през ХVІІ век. Запазените къщи, с типичната за ХІХ век странджанска архитектура, му придават характер на уникален резерват.
То е един от центровете на Преображенското въстание от 1903 г. в района на Странджа. При потушаването на въстанието Кладара силно пострадва. Всичките 70 къщи и църквата са ограбени, а населението е избягало.
Присъединено е към България през 1913 г., а към 1926 г. има 380 жители. След Втората световна война Сливарово е включено в крайграничната зона с ограничен достъп, което ускорява обезлюдяването на селото.
Южно от Сливарово се разкрива живописен пейзаж към дълбоко врязаната долина на р. Резовска, в която се намира едно от малкото находища на растителния ендемит странджанско сапунче. Ливадите край селото са място за почивка и хранене на големи ята от щъркели при сезонната им миграция.

## Население

### Етнически състав
Преброяване на населението през 2011 г.
Численост и дял на етническите групи според преброяването на населението през 2011 г.:
|                     | Численост |
| Общо                | 11        |
| Българи             | 12        |
| Турци               | -         |
| Цигани              | -         |
| Други               | -         |
| Не се самоопределят | -         |
| Неотговорили        | -         |

## Забележителности
- Църква „Свети Пантелеймон“ (19 век) – Построена е през ХІХ век върху основите на стара църква. По своя план тя е трикорабна базилика с женско отделение и открито преддверие. От иконите, дело на тревненски, лозенградски и странджански иконописци, днес в църквата може да се види само една.
- Резерват „Узунбуджак“
- Защитена местност „Руденово“
- Останки от антична крепост – Сливаровско кале
- Тракийско оброчище Индипасха – Древно тракийско оброчище под надвиснала скала, с бликащ в основата ѝ извор (аязмо). Намира се в дълбок и усоен дол, обрасъл с гъста букова гора. Името се свързва с поклонения и вричане на курбани на самото място пет дена след Великден – Пасха. Местността се посещава целогодишно от стотици поклонници, търсещи изцеление чрез практикуване на древни обреди, в които основна роля има пречистващата и лековита сила на водата.
- Пещера-светилище „Св. Марина“ – Намира се на около 12 км от селото в източна посока.

Уникално аязмо, разположено в едноименната пещера – водата, която капе от стените на пещерата се събира в поставени на пода съдове и се възприема за аязма. Светилището е било най-големият култов център на светицата в Югоизточна Тракия, привличал в миналото поклонници чак от Цариград. Хора от близки и далечни села идвали тук на поклонение и „смиване“ с лечебна цел. С тази пещера е свързана и много древна по произход традиция – при отвора в източната ѝ част или при иконата да се оставят умалени, изработени от тенекия или от сребро, изображения на болния орган или на цяла човешка фигура (вотиви). Вярвало се, че болестта ще остане върху изображението в пещерата.
Денят на светицата (30 юли н. ст., 17 юли ст.ст.), бил голям празник за младежите и девойките в предбрачна възраст, затова в Странджа се нарича „лефтерски панагир“.
Свещените места на Св. Марина представляват комплекси от манастирче, лечебен извор (аязмо), дърво (или няколко дървета), на които се закачат конец, дреха или част от нея с вярата, че болестта, преминала в тях, ще се самоунищожи, а човекът ще се прибере вкъщи напълно оздравял. Тези свещени комплекси се намират извън селищата, в ниски, усойни местности, най-често в пещера или дълбок дол. Така отиването към тези свещени места винаги е продължително слизане надолу.
Празникът на Св. Марина е нощен. Край нейните пещери и манастирчета поклонници правят трапези. Преспиват до пещерата с надежда за изцеление или за сън-знамение, в очакване на знак от светицата какво да направят, че да облекчат страданията си.
След построяването на граничното съоръжение, пещерата на Св. Марина остава зад него и почитащите я поклонници започват да посещават едноименното аязмо в с. Граматиково.
Освен Сливаровската, в Странджа е известна и Стоиловската пещера на Св. Марина.
През 2005 г. поклонническото шествие до пещерата-светилище „Св. Марина“ на 30 юли (по н.стил) е възстановено от жителите с. Сливарово и техните наследници.

## Празници
- 9 август – Селски събор на Сливарово, ден на Св. Панталеймон
- 30 юли – поклонническо шествие до пещерата-светилище „Св. Марина“

## Личности
Родени в Сливарово
- Аполонон (псевдоним), ръководител на революционния комитет на ВМОРО в селото през 1902 година[5]
- Стоян Желязков, деец на ВМОРО от 1902 година, подвойвода, а по-късно войвода на кладарската смъртна дружина, загинал при нещастен случай в местността Киряков чукар край Цикнихор през юни 1903 година.[6][7]
- Стоян Томов, български революционер от ВМОРО
- Тодор Българчето, български революционер от ВМОРО, куриер[8]
- Тодор Вълчев, български революционер, войвода на Кладарската смъртна дружина в 1903 година[9]